# Marcin Żurawicz
Marcin Żurawicz (ur. w 1975 w Warszawie) – polsko-amerykański, fotograf, fotoreporter, dziennikarz, poeta i muzyk mieszkający na stałe w Nowym Jorku. Długoletni fotoreporter Super Expressu i amerykańskiego Queens Courier. 

## Życiorys
Ukończył studia na Wydziale Zarządzania Uniwersytetu Warszawskiego. Kiedy mieszkał w Polsce w latach 90. był współwłaścicielem agencji fotograficznej Profestudio. Przed wyjazdem na stałe do USA jako fotoreporter i dziennikarz współpracował z wieloma warszawskimi czasopismami, a jego zdjęcia ukazywały się m.in. w Gazecie Wyborczej, „Czasie Warszawskim”, „Dzień Dobry” i „Aktiviście”.

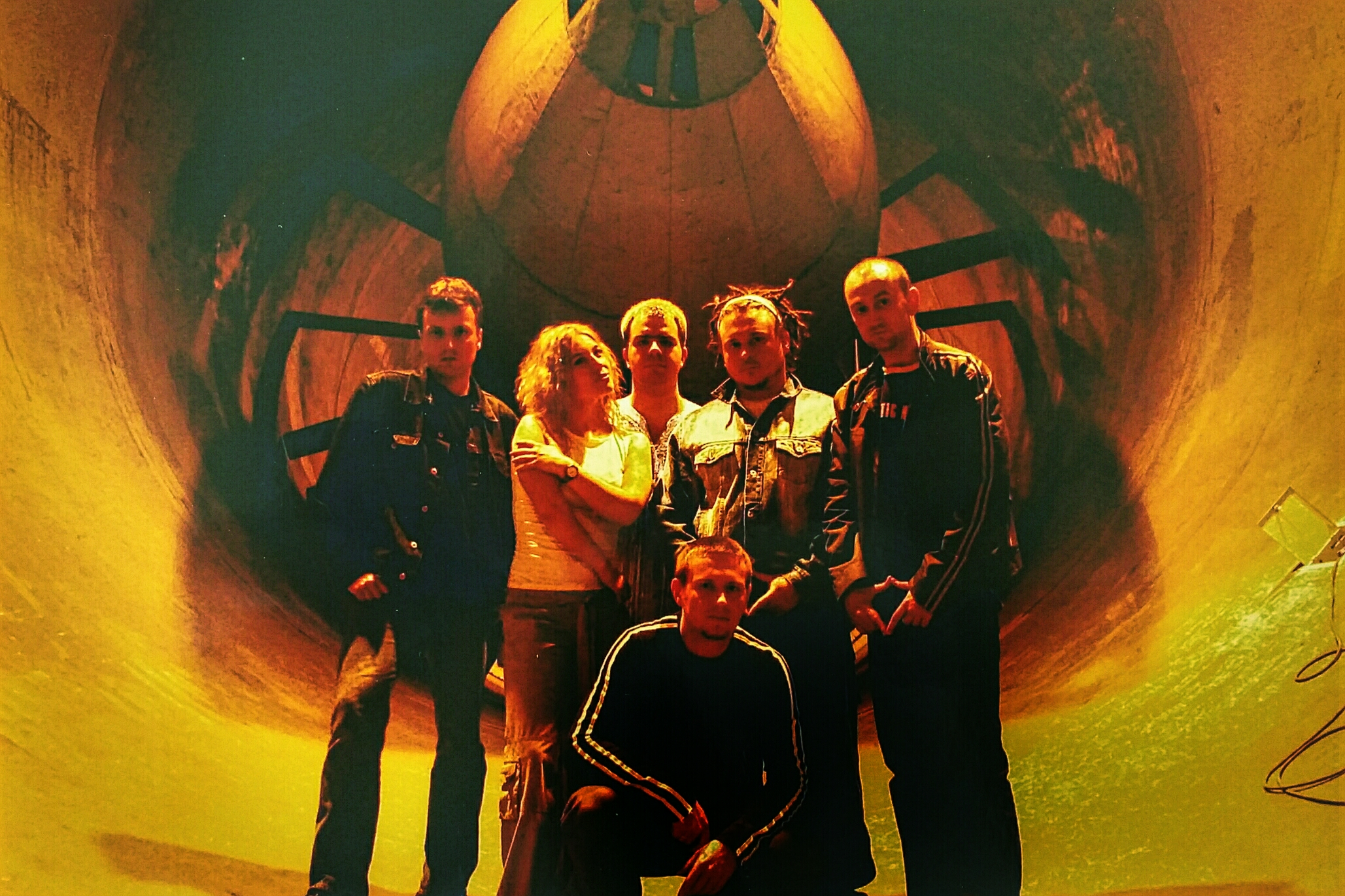
Zdjęcie z sesji video. Marcin Żurawicz jako pierwszy od lewej

 W latach 2000–2003 jako gitarzysta występował z zespołem Modfunk, czołowym przedstawicielem warszawskiej sceny klubowej grając live acty. Brał też udział w alternatywnym hip hopowym projkecie Humaniztikz. Działał też z innymi artystami tego nurtu. Od 2003 r. W Ameryce jako reporter pracował m.in. w polskojęzycznej gazecie „Nowy Dziennik”. Autor wielu artykułów i reportaży o Polonii w Stanach Zjednoczonych. W 2009 roku wydał tomik wierszy pt. Nuta cienia, który był jego debiutem poetyckim. Jako fotograf zrealizował tysiące fotografii dla najważniejszych osób w państwie, artystów i osób publicznych.

## Dyskografia
- 2003: Humaniztikz - La Disco Asfalt Records - (gitara elektryczna)

## Teledyski
- 2011: Nuta i Przyjaciele - Święta, Święta
- 2017: MaZu & Friends - Najważniejsze